# Кярде
Кя́рде (ест. Kärde küla) — село в Естонії, у волості Йиґева повіту Йиґевамаа.

## Населення
Чисельність населення на 31 грудня 2011 року становила 97 осіб.

## Географія
Село розташоване на відстані приблизно 16,5 км на північний захід від міста Йиґева та 5 км на північ від села Ваймаствере.
Поблизу села проходить автошлях 39 (Тарту — Йиґева — Аравете).

## Історія
1 липня 1661 року в маєтку Кярде (нім. Kardis) був підписаний мирний договір між Швецію та Московським царством, який завершив Російсько-шведську війну 1656–1661 років.

## Пам'ятки
- Маєток (миза) (ест. Kärde mõis).
- Будинок (ест. Kärde rahumajake)[2], де згідно з легендою був підписаний Кардіський мирний договір.

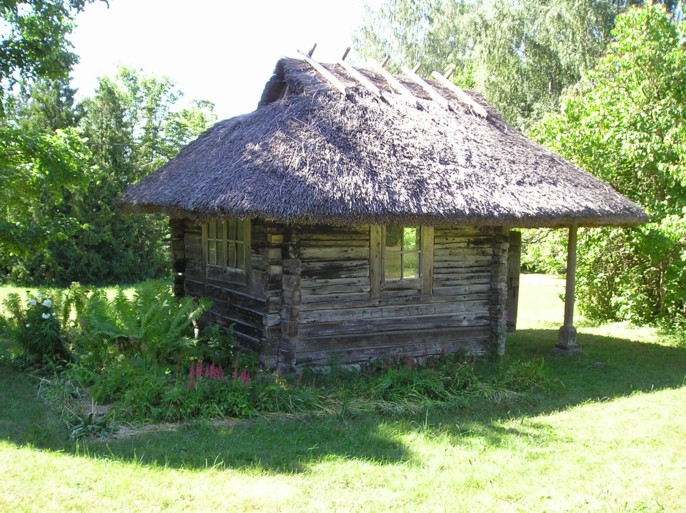
Будинок, де відбулось підписання договору